# Сидар-Валли (тауншип, Миннесота)
Сидар-Валли (англ. Cedar Valley) — тауншип в округе Сент-Луис, Миннесота, США. На 2000 год его население составило 232 человека.

## География
По данным Бюро переписи населения США площадь тауншипа составляет 179,7 км², из которых 177,5 км² занимает суша, а 2,2 км² — вода (1,24 %).

## Демография
По данным переписи населения 2000 года здесь находились 232 человека, 79 домохозяйств и 68 семей.  Плотность населения —  1,3 чел./км².  На территории тауншипа расположено 107 построек со средней плотностью 0,6 построек на один квадратный километр. Расовый состав населения: 97,84 % белых, 0,86 % коренных американцев, 0,43 % азиатов и 0,86 % приходится на две или более других рас. Испанцы или латиноамериканцы любой расы составляли 0,43 % от популяции тауншипа.
Из 79 домохозяйств в 39,2 % воспитывались дети до 18 лет, в 81,0 % проживали супружеские пары, в 3,8 % проживали незамужние женщины и в 12,7 % домохозяйств проживали несемейные люди. 10,1 % домохозяйств состояли из одного человека, при том 3,8 % из — одиноких пожилых людей старше 65 лет. Средний размер домохозяйства — 2,91, а семьи — 3,14 человека.
30,6 % населения — младше 18 лет, 3,0 % — в возрасте от 18 до 24 лет, 28,0 % — от 25 до 44, 25,4 % — от 45 до 64, и 12,9 % — старше 65 лет. Средний возраст — 40 лет. На каждые 100 женщин приходилось 112,8 мужчин.  На каждые 100 женщин старше 18 приходилось 111,8 мужчин.
Средний годовой доход домохозяйства составлял 42 143 доллара, а средний годовой доход семьи —  42 321. Средний доход мужчин —  43 750  долларов, в то время как у женщин — 26 250. Доход на душу населения составил 16 569 долларов. За чертой бедности находились 5,2 % семей и 10,1 % всего населения тауншипа, из которых 20,9 % младше 18 и 3,3 % старше 65 лет.